# Erik Vítězný
Eric Vítězný (Erik Segersäll) (945? – asi 995) byl prvním švédským králem (970–995), o kterém existují hodnověrné informace. Vedou se debaty, zda ho vůbec lze považovat za krále Švédska, protože jeho syn Olof Skötkonung byl prvním, koho přijaly švédské kmeny v okolí jezer Mälaren a Vättern.
Někdy se Erik Vítězný označuje jako Erik V. či VI., což je moderní inovance z doby Erika XIV. (1560–68), který toto číslování přijal na základě fiktivních švédských dějin. Nevíme, zda před Erikem Vítězným vládlo Švédsku více panovníků toho jména, někteří historici se kloní k názoru, že tomu tak bylo, jiní zpochybňují spolehlivost zdrojů o jejich existenci. Číslování panovníků dále komplikuje existence vládců jménem Erik Stenkilsson, Erik Pohan a Erik Årsäll.

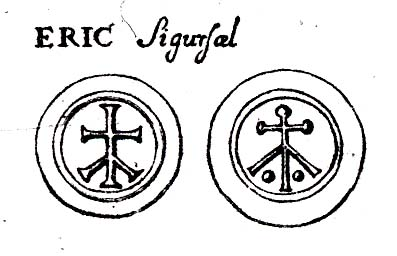
Erikova mince

Erikovo původní území leželo v Upplandu a přilehlých oblastech. Přízvisko Vítězný si získal výhrou v bitvě u Fýrisvelliru, čímž odrazil invazi z jihu. Velikost Erikova království není známá. Mimo okolí jezera Mälaren mohlo sahat na jih Baltskému moři u Blekinge. Adam z Brém píše, že krátce také ovládl Dánsko poté, co porazil krále Svena Vidlího vouse.
Podle Flateyjarbok byl úspěšný, protože se spolčoval se sedláky proti aristokratické třídě jarlů. Zřejmě založil město Sigtuna, kde se razily první švédské mince za jeho syna Olofa.

## Ságy

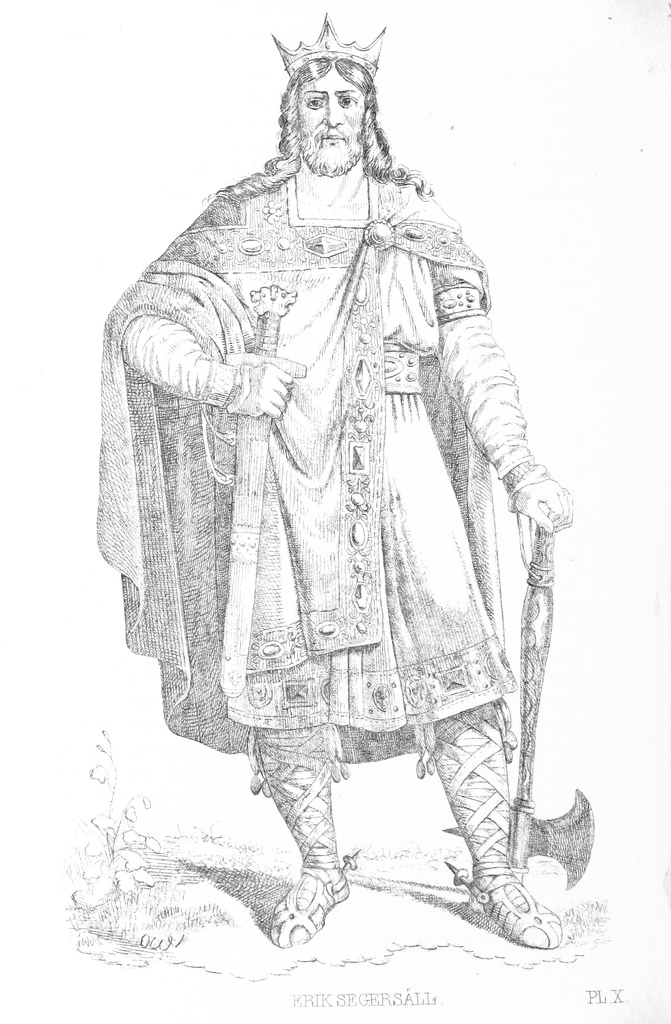

Erik Vítězný se objevuje v řadě severských ság. V různých příbězích vystupuje jako syn Björna Erikssona, jehož spoluvládcem je jeho bratr Olof Björnson. Jeho manželkou měla být Sigrid Storråda, se kterou se prý později rozvedl a dal Götaland jako léno. Podle Eymundovy ságy se podruhé oženil s ženou jménem Auð, dcerou Haakona Sigurdssona, vládce Norska.
Než k tomu došlo, zemřel jeho bratr Olof a měl být zvolen nový spoluvladař. Švédové prý odmítli Erikova synovce Styrbjörna Silného. Styrbjörn od Erika získal 60 lodí a měl se živit jako viking. Stal se prý vládcem Jomsborgu a spojencem svého švagra, dánského krále Haralda Modrozuba. Styrbjörn se vrátil do Švédska s armádou, ale Harald a dánské vojsko se obrátili zpět. Erik vyhrál bitvu u Fýrisvelliru, podle Styrbjarnar þáttr Svíakappy po obětování bohu Ódinovi a slibu, že pokud vyhraje, za deset let se mu odevzdá.
Adam z Brém podotýká, že Erik byl v Dánsku pokřtěn, ale zapomněl na křesťanskou víru poté, co se vrátil do Švédska.